# Foro Libertador

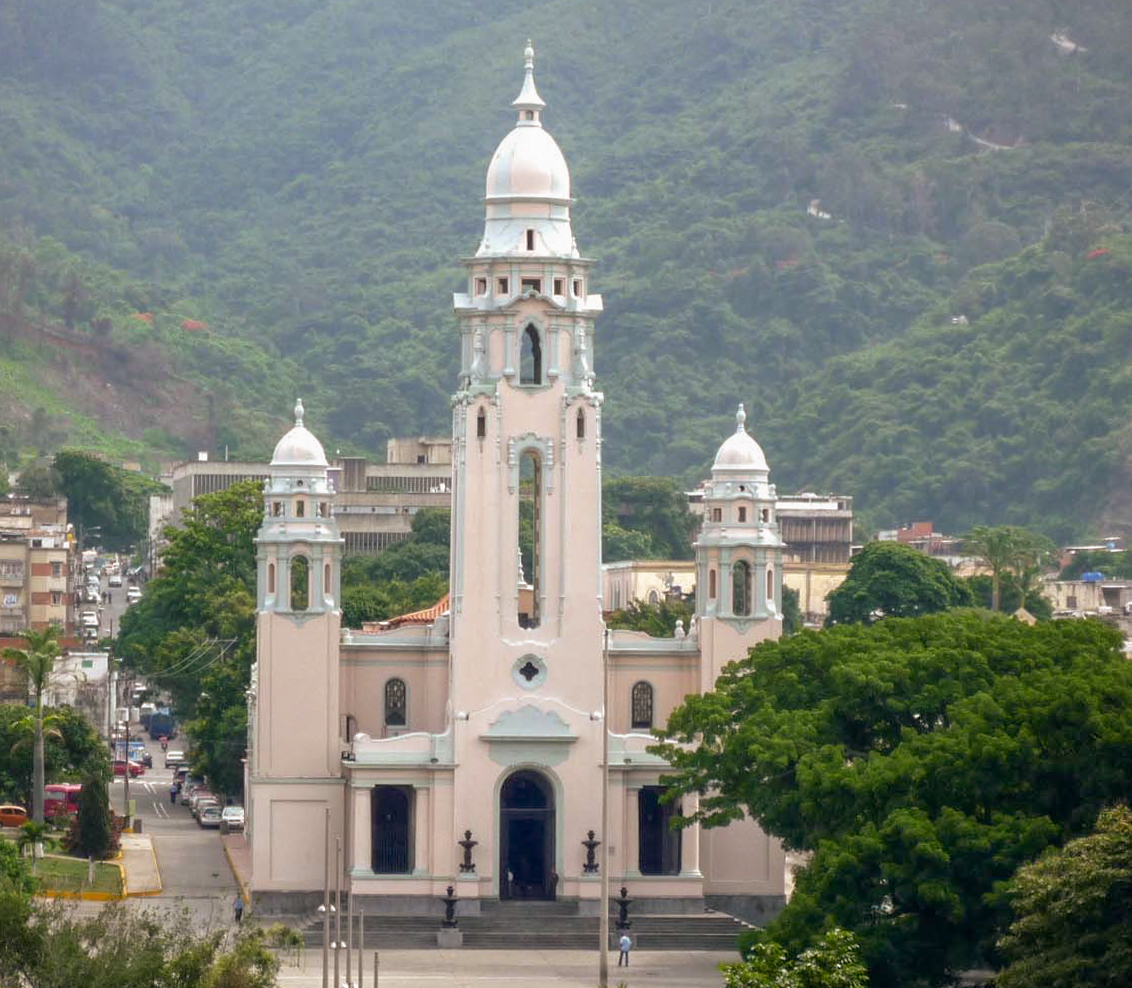
Vista parcial del Foro Libertador, al fondo el Panteón Nacional.

El Foro Libertador es un espacio público de Caracas, Venezuela ubicado en la zona norte de la ciudad en la Parroquia Altagracia.
Su construcción se inició en 1981 y se fue inaugurando parcialmente por segmentos de la obra, hasta que se culmina completamente en 1997. Debe su nombre al Libertador Simón Bolívar ya que sus restos se encuentran en el Panteón Nacional.
En los alrededores del Foro Libertador se encuentran además del Panteón Nacional, la Biblioteca Nacional de Venezuela, el Tribunal Supremo de Justicia, el monumento a Omar Khayyam, la plaza Vicente Gerbasi, la casa Boulton,  el Cuartel San Carlos, el Archivo General de la Nación y la Torre La Prensa, entre otros.
La plaza Panteón fue concebida en dos partes, la parte alta se diseñó para realizar actos oficiales y culturales, posee los mástiles para las banderas de los países bolivarianos, mientras que la parte baja de la plaza posee árboles y vegetación tropical con varios bancos de descanso.
Entre otros sitios de interés, se encuentra El Samán de la Trinidad, árbol bicentenario descendiente de El Samán de Güere, bajo el que Bolívar compartía con sus maestros Simón Rodríguez y Andrés Bello. El gigante verde está ubicado justo al lado de la Sala Juan Bautista Plaza de la Biblioteca Nacional. 
Por medio del Bulevar Simón Bolívar o Panteón se puede acceder caminando hasta la Plaza Bolívar de Caracas donde fue fundada la ciudad.